# 苏吉马努鲁机场
苏吉马努鲁机场，IATA代码：；ICAO代码：，是印度尼西亚东南苏拉威西省穆纳岛的一座机场，位于西穆纳县境内，主要服务城镇是穆纳县的县治拉哈，距离拉哈26千米。机场跑道750 × 23 m。

## 航空公司和目的地
| 航空公司       | 目的地                     |
| -------------- | -------------------------- |
| 航星航空       | 肯达里                     |
| 风翼航空       | 望加锡（2017年7月5日开始） |
| 加鲁达印尼航空 | 望加锡                     |

1. ↑  .   [2022-08-15]. （原始内容存档于2021-12-17）.
2. ↑  .   [2017-07-06]. （原始内容存档于2017-05-12）.
3. ↑  . www.shangbaoindonesia.com. 印度尼西亚商报. 2017-07-21  [2017-07-26]. （原始内容存档于2017-07-21）.